# Chlamydopsis ectatommae
Chlamydopsis ectatommae är en skalbaggsart som beskrevs av Lea 1912. Chlamydopsis ectatommae ingår i släktet Chlamydopsis och familjen stumpbaggar. Inga underarter finns listade i Catalogue of Life.